# Rocklahoma
Rocklahoma is een grootschalig hardrockfestival dat sinds 2007 jaarlijks wordt georganiseerd in de Amerikaanse staat Oklahoma.
Het festival duurt meerdere dagen en er zijn diverse podia met optredens van tientallen bands.